# Daejeon World Cup Stadium
Daejeon World Cup Stadium (대전월드컵경기장) je víceúčelový stadion sloužící zejména pro fotbal v Tedžonu v Jižní Koreji. Pojme 40 535 diváků. Domácí zápasy zde hraje fotbalový klub Daejeon Citizen FC. Byl postaven pro Mistrovství světa ve fotbale 2002.
Stavba započala 16. prosince 1998 a byl otevřen 13. září 2001. Stadion vykazuje sofistikovanou strukturální dynamiku a  omezuje dekorativní výzdobu. Byla použita metoda prefabrikovaného betonu s ohledem na jeho konstrukci a ekonomickou účinnost. Byl to jeden z 20 stadionů, kde se pořádaly zápasy mistrovství světa ve fotbale v roce 2002. V roce 2017 se zde konalo Mistrovství světa ve fotbale hráčů do 20 let.